# 지방세
지방세(地方稅)는 특별시·광역시·도 또는 시·군·구가 지방세기본법에 의하여 과세권을 가지고 부과·징수되는 세금을 통칭하는 명칭이다.
지방자치단체의 지방재정수입 중 상당부분은 지방세로 충당된다.

## 지방세의 세목
지방세기본법 제7조 (지방세의 세목): ①지방세는 보통세와 목적세가 있다.

### 보통세의 세목
- 취득세
- 등록면허세
- 레저세
- 담배소비세
- 지방소비세
- 주민세
- 지방소득세
- 재산세
- 자동차세

### 목적세의 세목
- 지역자원시설세
- 지방교육세

## 지방자치단체의 세목
지방세기본법 제8조 (지방자치단체의 세목)
- 특별시세, 광역시세

보통세: 취득세, 레저세, 담배소비세, 지방소비세, 주민세, 지방소득세, 자동차세
목적세: 지역자원시설세, 지방교육세
- 도세

보통세: 취득세, 등록면허세, 레저세, 지방소비세
목적세: 지역자원시설세, 지방교육세
- 구세(광역시내 군 포함): 등록면허세, 재산세

- 시군세: 담배소비세, 주민세, 지방소득세, 재산세, 자동차세

## 지방세의 기간과 기한(지방세기본법 시행령 제1장 제4절)

### 기본통칙23-1의 기간의 기산점
기간을 일, 주, 월 또는 연으로 정한 때에는 초일은 산입하지 아니한다. 그러나 그 기간이 오전 영시로부터 시작하는 때와 이 법 또는 지방세관계법과 해당 조례에 특별한 규정이 있는 경우에는 그러하지 아니한다.

### 기본통칙23-2의 기간의 만료점
- 기간을 일, 주,월 또는 연으로 정한 때에는 기간말일의 종료로 기간이 만료한다.
- 기간을 주, 월 또는 연으로 정한 때에는 역에 의하여 계산한다.
- 주, 월 또는 연의 처음으로부터 기간을 기산하지 아니하는 때에는 최후의 주, 월 또는 연에서 그 기산일에 해당한 날의 전일로 기간이 만료한다.
- 월 또는 연으로 기간을 정한 경우에 최종의 원에 해당일이 없는 때에는 그 월의 말일로 기간이 만료한다.

### 지방세기본법 제24조 기한의 특례
지방세 납부기한을 지나 납부 할 경우 기간이 만료되지 않았음을 인정되는 경우는 다음과 같다.
- 지방세 관계법에서 규정하는 신고, 신청, 청구 그 밖의 서류의 제출, 통지, 납부 또는 징수에 관한 기한이 공휴일, 토요일이거나 근로자의 날일 때에는 그 다음날을 기한으로 한다.
- 지방세 관계법에서 규정하는 신고기한일 또는 납부기한일에 지방세정보통신망이 대통령령으로 정하는 장애로 가동이 정지되어 전자신고 또는 전자납부를 할 수 없는 경우에는 그 장애가 복구되어 신고 또는 납부 할 수 있게 된 날의 다음 날을 기한으로 한다.

## 지방자치단체의 조례 명문화
지방세의 세목, 과세대상, 과세표준, 세율 기타 부과·징수에 관하여 필요한 사항을 지방세 관련법령이 정하는 범위 안에서 지방자치단체의 조례로 제정하여 정하여야 한다.(지방세기본법 제5조)

## 문제점
1991년 지방자치제 부활이후, 중앙정부에서 꾸준히 국세 일부를 지방세로 이관하였으나, 여전히 재정자립도는 열악하고 수도권-비수도권간 지방세수 격차가 크다. 
원인은 각 지방에서 벌어들이는 세금에서 대부분의 세목을 국세로 지정해놓아 중앙정부로 흘러가고, 반면 지방이 번 돈이 지방자치단체의 손에 들어가는 지방세 항목이 많지가 않아서 각 지방이 알아서 뭔가 하기엔 돈이 없어서 제대로 할수가 없으니 중앙정부에 의존할 수밖에 없는 형태로 법이 짜여 있는 것이다.
그러나 국제기준 지방세를 한국의 지방세 제도에 적용하면, 지방정부가 세율을 결정하는 자주(自主) 재원이 아니므로 외국의 지방세와 한국의 지방세를 수평 비교하는 것 자체가 문제라고 지적했다. 오히려 지방세 일부를 국세로 전환해야 한다는 주장이 나왔다.

## 같이 보기
- 법인세 (대한민국)
- 부가가치세